# Буа-л’Аббе (крепость)
Фор-де-Буа-л’Аббе (фр. Fort de Bois l'Abbé) — форт, построенный между 1883 и 1885 гг. Является частью укреплений города Эпиналь. Представяет собой пример системы укреплений Сере-де-Ривьер. Форт избежал значительных изменений в годы, предшествующие Первой мировой войне, и функционирует в настоящее время как музей.

## Описание
Фор-де-Буа-л’Аббе отстоит на 1200 метров к востоку от другой большой крепости, Fort d’Uxegney, на высоте 384 метров. Его каменная конструкция относится к системе Сере-де-Ривьер. Крепость была построена в 1884—1885 для наблюдения за дорогой Домерв-сюр-Эксер. Программа дальнейшего укрепления была предложена в 1911 году, но так никогда и не осуществилась. Исходные вооружения включают четыре 120-мм орудия, две 90-мм пушек и значительное количество орудий меньшего калибра. В 1915 году были установлены 75-мм зенитные орудия, в то время как большие орудия были сняты. Со временем форт потерял стратегическое значение, и в Bois de Souche был построен ряд более мелких позиций вместо улучшения основного форта. Но они не были завершены на момент мобилизации в 1914 году.
В 1900—1906 гг. вокруг форта по спирали были построены укрытия для пехоты. В 1913—1914 форт получил электроэнергию, идущую от местной электросети. В крепости работала пекарня, обеспечивавшая хлебом Fort d’Uxegney и Fort de la Grande Haye.

## История
Фор-де-Буа-л’Аббе не принимал участия в Первой мировой войне, поскольку немцы не продвинулись в районе Эпиналя. Вслед за воздушными бомбардировками города Эпиналь на поверхности форта были размещены бетонные платформы для 75 мм зенитных орудий, но оружие не было установлено.
Между Первой и Второй мировыми войнами форт использовался в качестве склада боеприпасов. Во время оккупации Франции немцы продолжали использовать его для хранения боеприпасов.
На службе французской армии форт оставался до 1960 года. После 1960 года принадлежал частным арендаторам, но затем был восстановлен ассоциацией ARFUPE (Ассоциация за восстановление Fort d’Uxegney и de la Place d'Épinal) в 1995 года. Форт можно посетить по особым случаям.